# Komora ślinianki przyusznej
Komora ślinianki przyusznej – w anatomii człowieka przestrzeń zawierająca śliniankę przyuszną, a oprócz niej nerw twarzowy i jego końcowe odgałęzienia tworzące splot przyuszniczy, nerw uszno-skroniowy, końcowy odcinek tętnicy szyjnej zewnętrznej i jej podział na tętnicę skroniową powierzchowną, tętnicę szczękową, a także żyłę zażuchwową.